# Gerard Phalen
Gerard A. "Jigger" Phalen, né le 28 mars 1934 à Glace Bay et mort le 25 octobre 2021 à Halifax (Nouvelle-Écosse), est un homme politique canadien.

## Biographie
Phalen a enseigné à la Nova Scotia Eastern Institute of Technology, où il a également été président de l'Association des professeurs et président du Comité de négociation, puis à l'Université du Cap-Breton, où il a de nouveau présidé le Comité de négociation et a servi à d'autres comités.
Il a été président du Nova Scotia Government Employees Union et vice-président du Council of Atlantic Provincial Employees.
Nommé au Sénat du Canada par le premier ministre Jean Chrétien en 2001, il a siégé à la Chambre haute comme libéral. Il a quitté le Sénat après avoir atteint l'âge de la retraite obligatoire de 75 ans le 28 mars 2009.